# Het Wapen van Amsterdam

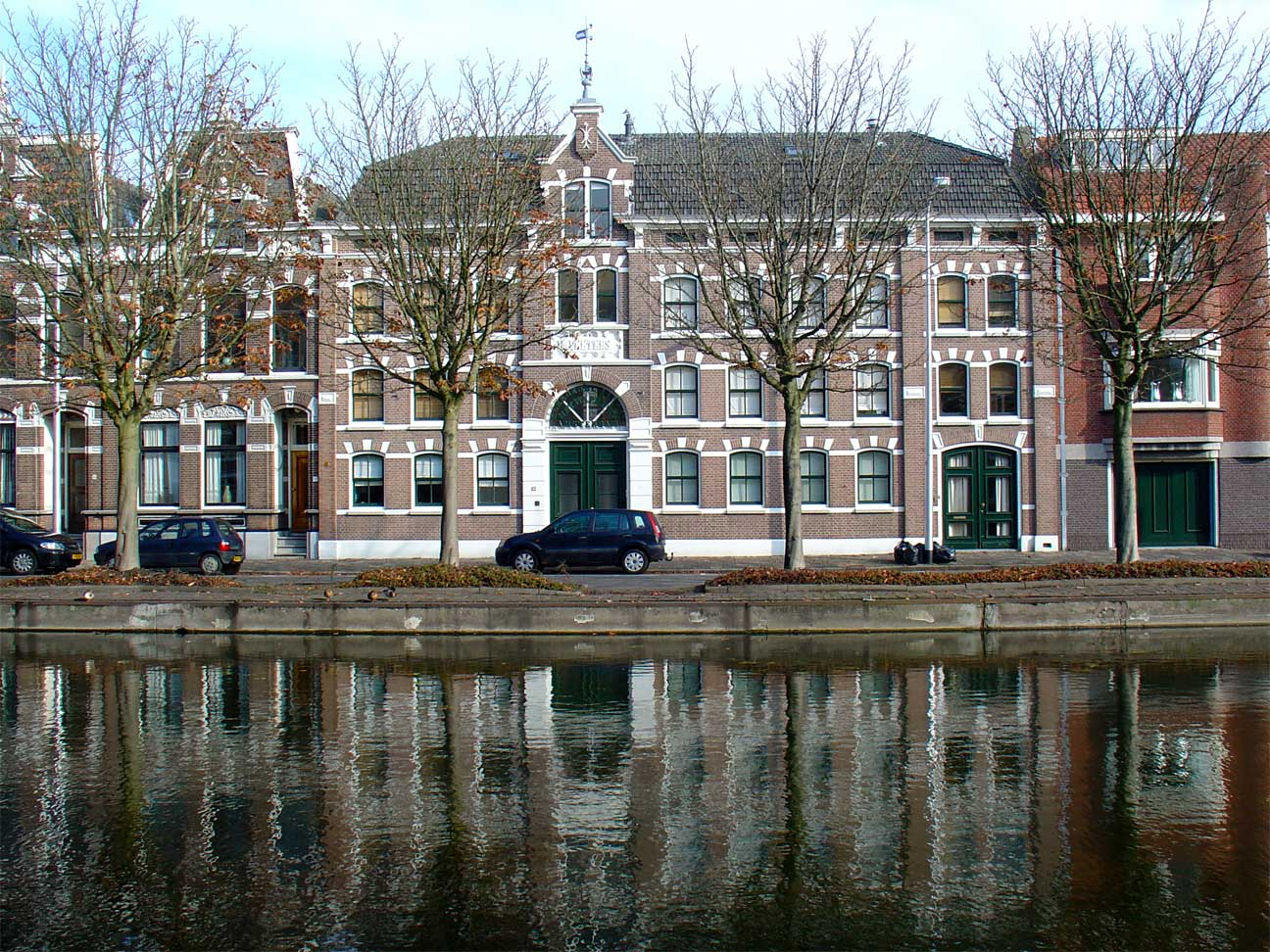
De voormalige klederblekerij Het Wapen van Amsterdam aan de Blekerssingel te Gouda

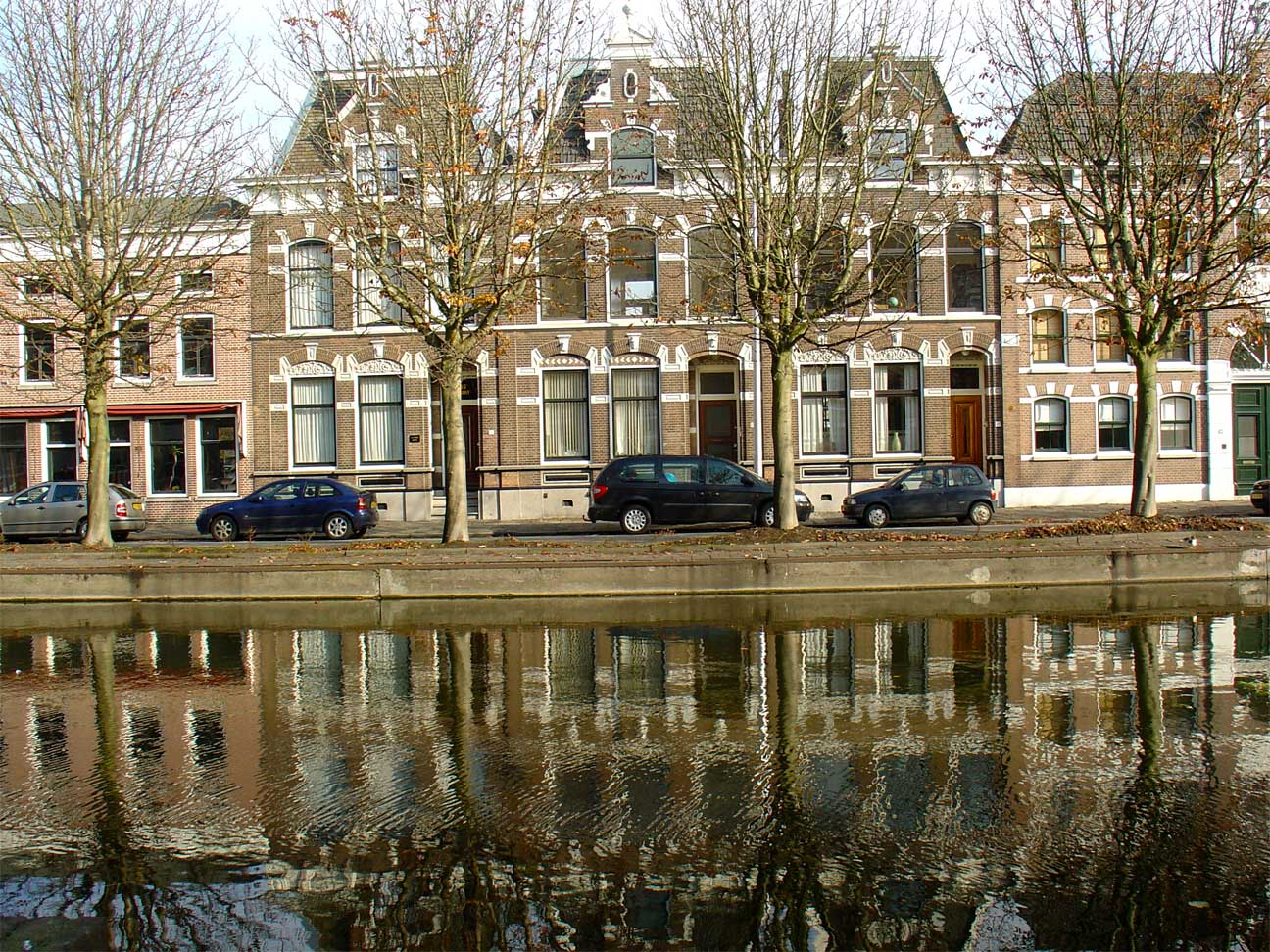
Drie woonhuizen behorend bij de voormalige klederblekerij Het Wapen van Amsterdam aan de Blekerssingel te Gouda

Het Wapen van Amsterdam is een Nederlandse voormalige textielblekerij in Gouda.

## Geschiedenis
Aan de singels van Gouda waren diverse kledingblekerijen en wasserijen gevestigd. Achter de singels lagen graslanden, die als bleekvelden gebruikt konden worden. De singels leverden het water voor de wasserijen. Een van deze blekerijen was Het Wapen van Amsterdam van de kledingbleker M. Peeters. Deze blekerij bestond al voor 1900. Voor de wasserij werden in de tweede helft van de 19e eeuw stoomketels en -machines in gebruik genomen. Het bedrijf werd niet door Peeters zelf beheerd, maar door twee andere Goudse kledingblekers Johannes Theodorus Jaspers en zijn zoon Lambertus Johannes. In 1900 gaf waarschijnlijk de toenmalige directeur Jaspers de opdracht tot nieuwbouw van een blekerij met drie woonhuizen aan de Blekerssingel. De vier panden, gebouwd in een eclectische stijl, kwamen gereed in de loop van 1901.

## Portretten
Boven de ramen van de woonhuizen heeft de Goudse modelleur C.P. Clemens portretten gemaakt van de Boerenleiders in Zuid-Afrika. Afgebeeld zijn Marthinus Theunis Steyn (president van de Oranje Vrijstaat), Piet Retief (veldcommandant), Paul Kruger (president van de Transvaal) en Petrus Jacobus Joubert (commandant-generaal). De vijfde afbeelding is geen boerenleider, maar is de advocaat die de toenmalige eigenaar bijstond in een civiele procedure.
Het complex is mogelijk ontworpen door de Goudse architect en aannemer Hendrik Jan Nederhorst.

De door Clemens vervaardigde portretten aan de drie huizen, met op de onderste rij de koppen van vier boerenleiders v.l.n.r. Steyn, Retief, Kruger en Joubert. De vijfde afbeelding is van de advocaat die de eigenaar in die tijd
bijstond.